# Добрая Слобода
Добрая Слобода — деревня в Пронском районе Рязанской области. Входит в Малинищинское сельское поселение

## География
Находится в юго-западной части Рязанской области на расстоянии приблизительно 25 км на север по прямой от районного центра города Пронск.

## История
В 1897 году здесь было учтено 34 двора.

## Население
Численность населения: 316 человек в деревне и 48 в одноименной усадьбе (1897 год), 7 в 2002 году (русские 100 %), 2 в 2010.